# کارن چن
کارن چن (انگلیسی: Karen Chen؛ زادهٔ ۱۶ اوت ۱۹۹۹) یک اسکیت‌باز آمریکایی است. او تاکنون برندۀ مدال نقرۀ مسابقات تیمی المپیک ۲۰۲۲، دو بار برندۀ مدال برنز کلاسیک CS ایالات متحده (۲۰۱۶، ۲۰۱۷)، برندۀ مدال برنز CS Spin طلایی ۲۰۱۵ زاگرب، قهرمان ملی ایالات متحده در سال ۲۰۱۷، برندۀ مدال نقره ملی ایالات متحده در سال ۲۰۲۲، و سه بار برندۀ مدال برنز ملی ایالات متحده است (۲۰۱۵، ۲۰۱۸، ۲۰۲۱). او درحال‌حاضر دانشجوی دانشگاه کرنل است.
چن در بازی‌های المپیک زمستانی ۲۰۱۸ شرکت کرد و یازدهم شد. او همچنین در هفت دوره از مسابقات قهرمانی ISU شرکت کرده‌است و بهترین نتیجه خود، چهارمین را در دو دورۀ مسابقات جهانی (۲۰۱۷، ۲۰۲۱) را به‌دست‌آورده است.

## زندگی شخصی
چن در ۱۶ اوت ۱۹۹۹ در فریمانت، کالیفرنیا در خانوادۀ هسیو هویی سنگ و چی هسیو چن به دنیا آمد. پدر و مادر او از جمهوری چین به ایالات متحده آمریکا نقل‌مکان کرده‌بودند. او یک برادر کوچکتر به نام جفری دارد که او نیز برای ایالات متحده در رقص روی یخ رقابت می‌کند. او در دبیرستان از طریق Connections Academy در خانه آموزش دید. چن برای تحصیل در رشته پزشکی ابراز علاقه کرده‌است. او به عنوان بخشی از کلاس ۲۰۲۳ در دانشکده اکولوژی انسانی دانشگاه کرنل پذیرفته‌شد و در رشته زیست‌شناسی انسانی، سلامت و جامعه در یک مسیر پیش پزشکی تحصیل خواهد کرد. چن در ابتدا قصد نداشت در حین آماده‌شدن برای بازی‌های المپیک زمستانی ۲۰۲۲، سال‌ها فاصله بگیرد یا تحصیلات خود را به تعویق بیندازد، اما پس از شروع دنیاگیری کووید-۱۹ تصمیم گرفت دو سال مرخصی بگیرد.
مربی چن، کریستی یاماگوچی، قهرمان المپیک ۱۹۹۲ است که با او یک شهر مشترک دارد. چن در نوامبر ۲۰۱۷ خاطراتی با عنوان Finding the Edge: My Life on the Ice منتشر کرد که در آن فاش کرد که از لغزش مهره رنج می‌برد. چن از نقاشی لذت می‌برد و از طرفداران شخصیت ژاپنی توتورو است.
در سپتامبر ۲۰۲۴، او نامزدی خود را با دوست پسرش، لن ون دورزن، اعلام کرد.

## حرفه

### در آغاز کار
چن در سال ۲۰۰۵ شروع به یادگیری اسکیت کرد. او در سال ۲۰۱۱ در سطح متوسط ملی مدال طلا گرفت و سپس به عنوان یک تازه‌کار در سال ۲۰۱۲ طلا گرفت. فصل بعد، او در مسابقات قهرمانی ایالات متحده در سال ۲۰۱۳ در سطح نوجوانان شرکت کرد و چهارم شد. او اولین بازی بین‌المللی خود را در جام Gardena Spring سال ۲۰۱۳ انجام داد که در آن طلا را در سطح مبتدی به‌دست‌آورد.

### فصل ۲۰۱۳–۱۴: اولین حضور بین‌المللی جوانان

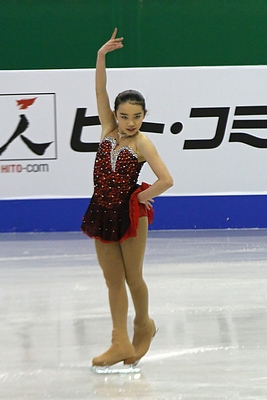
چن در مسابقات قهرمانی نوجوانان جهان ۲۰۱۴

در فصل ۱۴–۲۰۱۳، چن اولین تکالیف جایزه بزرگ نوجوانان ISU (JGP) را دریافت کرد. او در ریگا لتونی مدال برنز گرفت و پس از آن در کوشیتسه اسلواکی طلا گرفت و به فینال JGP راه یافت. او در حین تمرین لوتز تریپل، دچار شکستگی تیبیای نوع سه در مچ پای راست خود شد. آسیب دیدگی باعث شد که او از فینال JGP کنار بکشد. چن چهار هفته را با عصا گذراند و از اواسط دسامبر تمرینات خود را از سر گرفت. او پس از کسب مقام پنجم در برنامۀ کوتاه، از مسابقات نوجوانان در مسابقات قهرمانی ایالات متحده در سال ۲۰۱۴ کنار رفت. در مسابقات قهرمانی نوجوانان جهان در سال ۲۰۱۴ در صوفیه، بلغارستان، او در برنامه کوتاه ششم، در اسکیت آزاد نهم و در مجموع نهم شد.

## پبوند به بیرون
- کارن چن در اتحادیه جهانی اسکیت
- کارن چن در U.S. Figure Skating
- وبگاه رسمی

1. ↑  "one week ago... I said yes". Instagram. October 8, 2024.